# خنجان (بغلان)
خنجان (به لاتین: Khenjan) یک منطقهٔ مسکونی در افغانستان است که در ولایت بغلان واقع شده‌است.